# География Тибета
Тибет (тибетск. དབུས་གཙང་) — регион Китая, расположенный в Тибетском нагорье. в 1950 году он вошёл в Китай как Тибетский автономный район.

## География
В основном Тибет располагается на Сино-Тибетских горах. Он также является является одним из самых больших Автономных районов в Китае, занимая площадь в 1 228 400 км².
Относительно Китая, Тибет расположен на западе. Он граничит с Китайскими Регионами Синьцзян-Уйгурский автономный район, с провинциями Цинхай, Сычуань, Юньнань и со странами Непал, Бутан и Индия. В Тибете также расположена самая высокая гора в Китае и самая высокая гора в мире, носящее название Джомолунгма. 
Тибет не имеет выхода к морю. В Тибетском нагорье берут начало крупнейшие реки, такие как Инд, Брахмапутра, Салуин, Меконг, Янцзы, и Хуанхэ.